# Croix (Nord)
Croix è un comune francese di 21 490 abitanti situato nel dipartimento del Nord nella regione dell'Alta Francia.

## Società

### Evoluzione demografica
Abitanti censiti